# 隐脉小檗
隐脉小檗（学名：Berberis tsarica）是小檗科小檗属的植物。分布于不丹以及中国大陆的西藏等地，生长于海拔3,900米至4,400米的地区，多生长在高山灌丛中以及灌丛草甸，目前尚未由人工引种栽培。